# Župnija Mengeš
Župnija Mengeš je rimskokatoliška teritorialna župnija Dekanije Domžale Nadškofije Ljubljana. Župnijska cerkev v Mengšu je posvečena sv. Mihaelu, nadangelu.
V župniji Mengeš so postavljene Farne spominske plošče, na katerih so imena meščanov, ki so padli na protikomunistični strani v letih 1942-1945. Skupno je na ploščah 9 imen.